# Bushati
Bushati är en berömd familj i Albanien som var framstående under Osmanska rikets ockupation av Albanien.
Bushati-familjen styrde staden Shkodra från 1757 till 1831. Bushati-familjen är även kända för att ha uppfört Bushati biblioteket på 1840-talet.